# مرصد هايدلبرج
مرصد هايدلبرج أو مرصد ولاية هايدلبرغ
Landessternwarte Heidelberg-Königstuhl هو مرصد فلكي يتبع جامعة هايدلبرج وله تاريخ عريق في الرصد الفلكي. وهو مبني على قمة جبلية تسمى كونيجشتول بالقرب من مدينة هايدلبرج. احداثياته الجغرافية هي: خط طول 8° 43' 15«وخط عرض شمالي 49° 23' 55» , و ارتفاع 560 متر فوق سطح البحر.

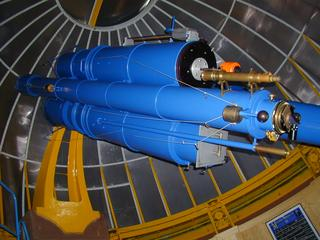
التلسكوب الثنائي للتصوير الفلكي، سمي باسم المتبرعة كاثرين ولف بروس.

## تاريخه
اجهزته العلمية تعود إلى عام 1774 حيث أسس المرصد باسم مرصد مانهايمر الفلكي . ولكن بسبب التطور العمراني في عام 1880 فقد أصبح الموقع غير مناسبا للقيام بالأرصاد فتم نقله إلى كارلسروه . وبعد ذلك رشحت ثلاثة أماكن لإعادة بنائه ورسيت المناقشات على بنائه على قمة كونيجشتول.
وافتتحه الأمير فريدريك الأول فون بادن في 20 يونيو 1898 . وكان يتكون من منشأتين متنافستين: قسم الرصد الفلكي الفيزيائي برئاسة ماكس ولف وقسم القياس الفلكي وكان يرأسه فيلهيلم فالنتينر.
بينما كان المرصد في حالة البناء حصل ماكس يولف على تبرع بمبلغ 10.000 دولار من المتبرعة الأمريكية كاثرين بروس عدسته بقر 16 سنتيمت من أجل بناء تلسكوب جديد يفي بغرضين . احدهما ذو عدسة 16 بوصة والآخر جهاز بروس ثنائي. وظل المرصد يعمل سنوات طويلة بهذه الأجهزة ، ثم حصل على تمويل لبناء تلسكوب ذو مرآة بقطر 28 بوصة .
في عام 1909 قام ولف بتحسين التصوير الفوتوغرافي في الرصد الفلكي وبذلك استطاع تصوير مذنبات وكذلك سديم أمريكا الشمالية. وبعد ذلك اهتم المرصد برصد العديد من السدم والبحث عن كواكب صغيرة حتى الخمسينيات من القرن الماضي ، حيث اكتشف نحو 800 كوكب صغير.
في عام 1957 أنشيء معمل هابل لقياس الإشعاعات. وفي عام 2005 انضم المرصد إلى معهد الحسابات الفلكية ومعهد الفيزياء الفلكية النظرية التابعة لجامعة هايدلبرج ، وضموا جميعا في «مركز هايدلبرج الفلكي» ZAH واصبح جزءا من جامعة هايدلبرج.

## العمل معناساوإيسو
يعمل مرصد ولاية هايدلبرغ حاليا في مجالات الرصد الفلكسي خارج المجرة والفيزياء الفلكية النظرية ، ودراسة النجوم الساخنة وتطوير أدوات الرصد ويشارك في المشروعات الدولية للهيئة الأوروبية إيسا ، وفي اطار المؤسسة الألمانية الاسبانية IRAM، والمرصد الأوروبي الجنوبي ESO، وناسا. ويشترك حاليا وبصفة خاصة في مشروع لوسفير الخاص بالتلسكوب الثنائي الكبير.
وفوق ذلك يقدم المرصد برامجا للأطفال عن الرصد الفلكي والمشاهدات السماوية.

## اقرأ أيضا
- التلسكوب الثنائي الكبير
- مرصد بالومار
- مرصد لاسيلا